# Ante Čačić
Ante Čačić (Zagabria, 29 settembre 1953) è un allenatore di calcio e dirigente sportivo croato.
Čačić è laureato alla facoltà di Educazione Fisica presso l'Università di Zagabria. È stato uno dei primi dieci allenatori di calcio in Croazia ad ottenere la Licenza Pro UEFA.

## Carriera
Nel corso della sua carriera, ha realizzato con successo la promozione nella massima serie con Inter Zaprešić e Dubrava. Ha anche allenato Zara, Osijek, Slaven Belupo, Kamen Ingrad, Croatia Sesvete e Lokomotiva Zagabria.
Nella stagione 2002-03, Čačić era al timone dell'Inker Zaprešić nella Divisione Sud nella Druga HNL. Nel marzo 2003, si è dimesso dopo aver perso contro l'Uljanik, lasciando l'Inter al secondo posto in classifica e cinque punti dietro la capolista. È stato sostituito da Ilija Lončarević, che ha raggiunto la promozione in Prva HNL. Quando Lončarević è stato nominato come ct della nazionale di calcio della Libia, ha chiamato Čačić come suo assistente. Durante la sua permanenza in Libia, è stato scelto per guidare la propria squadra under-20 ai Giochi del Mediterraneo del 2005 tenuti in Spagna. Dopo aver perso contro i padroni di casa in semifinale, hanno vinto la medaglia di bronzo dopo aver sconfitto il Marocco ai rigori.
Nel giugno 2006, Čačić tornato in Croazia ed è stato nominato come allenatore del Kamen Ingrad, ma dopo soli tre mesi ha rescisso il suo contratto. Nel mese di ottobre 2006, ha di nuovo preso il timone dell'Inker Zaprešić dopo saccheggiarono Srećko Bogdan. Čačić ha portato l'Inter al primo posto nel 2006-07 Druga HNL e la squadra è promossa in Prva HNL. Dopo un inizio deludente nella stagione successiva, è stato licenziato nel mese di agosto 2007. Nel mese di ottobre 2011, Čačić è stato nominato allenatore della Lokomotiva.  Hanno finito al sesto posto durante la pausa invernale, imbattuti in quattro partite.
Il 23 dicembre 2011, è stato annunciato che Čačić aveva firmato un contratto con la Dinamo Zagabria. Dopo essere stato licenziato dalla Dinamo nel novembre 2012, Čačić era senza panchina fino ad aprile 2013, quando ha assunto come manager di Radnik Sesvete. Ha lasciato Radnik Sesvete solo un paio di mesi più tardi, quando ai primi di giugno 2013 aveva accettato un'offerta dei campioni sloveni del Maribor.  Dopo il licenziamento di Niko Kovač a causa di rendimento scarso, Cacic è stato assunto come ct della squadra nazionale croata. La sua nomina era estremamente controversa, ma ha permesso la Croazia di qualificarsi ad Euro 2016. Il 7 ottobre 2017 viene esonerato dopo il pari interno contro la Finlandia.
Il 27 dicembre 2019, è stato nominato nuovo allenatore dei Pyramids.
Nel 2022 diventa il nuovo allenatore della Dinamo Zagabria, tornando nella squadra croata a distanza di dieci anni. Il 6 aprile 2023, in seguito all'eliminazione in semifinale di Coppa di Croazia per mano del Sebenico (2-1), viene esonerato dalla panchina dei Modri.

## Palmarès

### Allenatore

#### Competizioni nazionali
- Campionato croato: 2

Dinamo Zagabria: 2011-2012, 2021-2022
- Coppa di Croazia: 1

Dinamo Zagabria: 2011-2012
- Supercoppa di Croazia: 1

Dinamo Zagabria: 2022
- Treća HNL: 1

Zadar: 1990-1991 (girone ovest)
- Druga hrvatska nogometna liga: 1

Dubrava: 1992-1993 (girone nord)
- Supercoppa di Slovenia: 1

Maribor: 2013